# Artur Lundkvist
Artur Lundkvist (n. Hagstad, Suécia,1906 - m. Råsunda, Suécia, 1991)  foi um escritor e  crítico literário da Suécia.
Foi membro da Academia Sueca, desde 1968 até à sua morte.